# Tolley
Tolley è un centro abitato (city) degli Stati Uniti d'America, situato nella Contea di Renville, nello Stato del Dakota del Nord. Nel censimento del 2000 la popolazione era di 63 abitanti. La città è stata fondata nel 1905. Appartiene all'area micropolitana di Minot.

## Geografia fisica
Secondo i rilevamenti dell'United States Census Bureau, la località di Tolley si estende su una superficie di 0,30 km², tutti occupati da terre.

## Popolazione
Secondo il censimento del 2000, a Tolley vivevano 63 persone, ed erano presenti 15 gruppi familiari. La densità di popolazione era di 188 ab./km². Nel territorio comunale si trovavano 39 unità edificate. Per quanto riguarda la composizione etnica degli abitanti, l'85,71% era bianco, il 7,94% era nativo e il 6,35% proveniva da due o più razze.
Per quanto riguarda la suddivisione della popolazione in fasce d'età, il 20,6% era al di sotto dei 18, l'1,6% fra i 18 e i 24, il 27,0% fra i 25 e i 44, il 28,6% fra i 45 e i 64, mentre infine il 22,2% era al di sopra dei 65 anni di età. L'età media della popolazione era di 46 anni. Per ogni 100 donne residenti vivevano 133,3 maschi.